# 190 a. C.
El año 190 a. C. fue un año del calendario romano prejuliano. En el Imperio romano, fue conocido como el año 564 Ab Urbe condita.

## Acontecimientos
- Batalla de Magnesia: el ejército romano dirigido por Escipión el Asiático derrota al seléucida dirigido por Antíoco III Megas
- Se produce la batalla de Mioneso.
- Hispania Romana: se prorroga a los pretores C. Flaminio (Hispania Citerior) y Lucio Emilio Paulo (Hispania Ulterior). Los romanos son derrotados cerca de Lycon. Campaña lusitanos y otros rebeldes en el bajo Guadalquivir. Castigo de Hasta.[1]
- Armenia se separa del dominio helenístico declarándose independiente.
- Es esculpida la Victoria de Samotracia, que representa a Niké, personificación de la victoria. La estatua de mármol, realizada para conmemorar una victoria naval griega, representa a una mujer alada que parece posarse sobre la proa de un barco.[2]